# Konya Büyükşehir Stadyumu
Konya Büyükşehir Stadyumu – stadion piłkarski w Konyi, w Turcji. Został wybudowany w latach 2012–2014 i zainaugurowany 13 września 2014 roku. Może pomieścić 41 981 widzów. Swoje spotkania rozgrywają na nim piłkarze klubu Konyaspor, którzy przed otwarciem nowego obiektu występowali na starym stadionie im. Atatürka. W latach 2016 i 2018 na stadionie rozegrano mecze o Superpuchar Turcji, na obiekcie grywała również reprezentacja Turcji.